# OSW Doroszewicza
OSW Doroszewicza – brydżowa konwencja licytacyjna, odmiana OSW, może być używana w SSO lub innych systemach licytacyjnych, w których stosuje się relayowy, jednostronny przepływ informacji, np. Precision. OSW Doroszewicza pozwala na sprawdzenie jakości koloru w ręce partnera, odpowiedzi szczeblami na zadane pytanie są następujące:
1. Brak honoru lub AKD
2. D lub AK
3. K lub AD
4. A lub KD

Jeżeli pytający nie ma żadnego honoru w kolorze pytania, może zadać powtórne pytania, z następującymi odpowiedziami:
1. Brak honoru lub jeden honor
2. Dwa lub trzy honory